# Bangoan
Bangoan is een bestuurslaag in het regentschap Tulungagung van de provincie Oost-Java, Indonesië. Bangoan telt 5350 inwoners (volkstelling 2010).